# Agostino Vallini
Agostino Vallini (sinh 1940) là một Hồng y người Italia của Giáo hội Công giáo Rôma. Ông hiện là thành viên Hội đồng Kinh tế Tòa Thánh và Đại diện Giáo hoàng Tổng quản Thánh Đường Thánh Phanxicô và Thánh Mary Thiên Thần tại Assisi. Trước đây, ông cũng từng đảm nhận vị trí Giám quản Giáo phận Rôma, Tổng trưởng Tối cao Pháp viện.

## Tiểu sử
Hồng y Vallini sinh ngày 17 tháng 4 năm 1940 tại Poli, Italia. Sau quá trình tu học, ngày 19 tháng 7 năm 1964, ông được phong chức linh mục, bởi Giám mục Vittorio Longo, Giám mục Phụ tá Tổng giáo phận Napoli (còn gọi Naples). Tân linh mục Vallini cũng là thành viên linh mục đoàn Tổng giáo phận này.
Ngày 23 tháng 3 năm 1989, Tòa Thánh loan báo việc tuyển chọn linh mục Agostino Vallini làm Giám mục Hiệu tòa Tortibulum, chức danh Giám mục Phụ tá Tổng giáo phận Napoli. Lễ tấn phong cho tân giám mục được cử hành sau đó vào ngày 13 tháng 5. Các giáo sĩ cử hành nghi thức tấn phong gồm vị chủ phong: Hồng y Michele Cardinal Giordano, Tổng giám mục Napoli. Hai vị phụ phong gồm Luigi Diligenza, Tổng giám mục Tổng giáo phận Capua và Tổng giám mục Tổng giáo phận Spoleto-Norcia Antonio Ambrosanio. Tân giám mục chọn khẩu hiệu:Sequere me.
Mười năm sau đó, ngày 13 tháng 11 năm 1999, Tòa Thánh thuyên chuyển Giám mục Vallini làm Giám mục chính tòa Giáo phận Albano. Chưa đầy năm năm sau đó, ngày 27 tháng 5 năm 2004, Tòa Thánh thuyên chuyển Giám mục Vallini về Rôma làm Tổng trưởng Tối cao Pháp viện Tòa Thánh. Giáo hoàng Gioan Phaolô II qua đời, các hồng y tổ chức Mật nghị Hồng y 2005 chọn hồng y Ratzinger người Đức - tức Giáo hoàng Biển Đức XVI. Sau khi đắc cử, tân giáo hoàng tái bổ nhiệm ông vào chức vị cũ, đồng thời, trong công nghị Hồng y đầu tiên của triều đại giáo hoàng cử hành ngày 24 tháng 3 năm 2006, Giáo hoàng vinh thăng Tổng giám mục Vallini tước vị Hồng y Nhà thờ San Pier Damiani ai Monti di San Paolo. Tân hồng y đã đến nhận nhà thờ hiệu tòa của mình vào ngày 28 tháng 5 sau đó.
Hơn hai năm sau, ngày 28 tháng 5 năm 2008, Giáo hoàng Biển Đức XVI chọn Hồng y Vallini làm Giám quản Giáo đô Rôma, đồng thời là Tổng quản Thánh Đường Thánh Gioan Latêranô tại Rôma, Italia. Sau giáo hoàng Biển Đức XVI, giáo hoàng Phanxicô cũng chấp thuận vị trí cũ cho Hồng y Vallini khi đắc cử giáo hoàng. Ngày 8 tháng 3 năm 2014, ông được giáo hoàng đọc tên làm Thành viên Hội đồng Kinh tế Tòa Thánh mới được thành lập sau khi Hội đồng Hồng y Nghiên cứu Vấn đề Kinh tế Tông Tòa giải tán, nơi hồng y Vallini là một thành viên từ ngày 9 tháng 5 nămm 2009 đến ngày 24 tháng 2 năm 2014, ngày hội đồng này giải tán.
Ngày 26 tháng 5 năm 2017, Giáo hoàng chấp thuận đơn xin về hưu theo Giáo luật Giáo hội Công giáo, chấp nhận cho Hồng y Vallini hồi hưu và chấm dứt nhiệm vụ Giám quản Rôma và Tổng quản Thánh đường Gioan Latêranô. Ngày 4 tháng 11 năm 2017,Tòa Thánh bổ nhiệm ông làm Đại diện Giáo hoàng tại Thánh đường Thánh Phanxicô và Thánh Mary Thiên Thần tại Assisi.